# Henners Traum – Das größte Tourismus-Projekt Europas

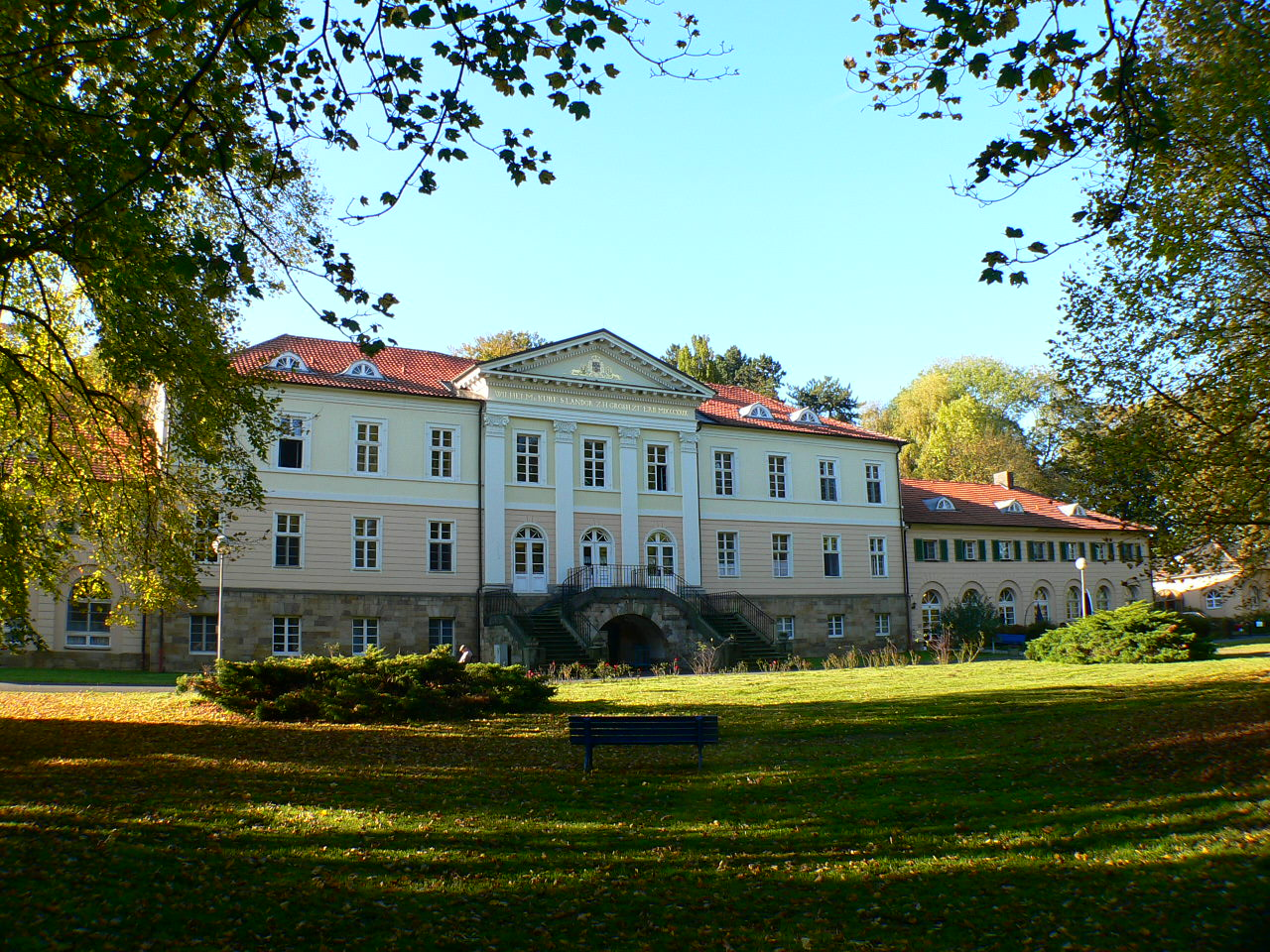
Schloss Beberbeck

Henners Traum – Das größte Tourismus-Projekt Europas ist ein deutscher Dokumentarfilm aus dem Jahr 2008 über die Pläne Heinrich Sattlers, des damaligen Bürgermeisters von Hofgeismar, im nordhessischen Beberbeck das Ferienresort Beberbeck zu errichten. Er entstand unter der Regie von Klaus Stern.

## Handlung
Die Dokumentation zeigt, wie aus der Domäne Beberbeck im Reinhardswald die größte europäische Ferien- und Freizeitanlage werden sollte. Auf 800 Hektar waren neben fünf luxuriösen Hotels 600 Villen und Ferienwohnungen mit insgesamt 4500 Betten, mehrere Golfplätze, eine künstliche Seenlandschaft von 34 Hektar, sowie eine Trabrennbahn mit angeschlossenem Pferdezentrum und Poloplatz geplant. Initiator des Projekts war Heinrich (Henner) Sattler (CDU), der von 1997 bis 2014 Bürgermeister von Hofgeismar war.
Über zweieinhalb Jahre begleitete das Team von Klaus Stern den Politiker Heinrich Sattler und seinen Architekten Tom Krause bei ihren Versuchen, Investoren für das „größte Tourismus-Projekt Europas“ zu finden. Letztlich scheiterte das umstrittene Projekt. Am 17. Dezember 2010 verkündete Heinrich Sattler auf der Sitzung der Hofgeismarer Stadtverordneten-Versammlung das „Aus“ für das  Ferienprojekt Beberbeck, zwei Jahre nach Veröffentlichung des Films Henners Traum – Das größte Tourismus-Projekt Europas.

## Erzählform
Der Film wird vollständig im O-Ton erzählt. Kommentare aus dem Off gibt es nicht. Nur gelegentlich wird unterstützend etwas Hintergrundmusik verwendet.

## Auszeichnungen
- 2010: Adolf-Grimme-Preis für Klaus Stern in der Kategorie „Information und Kultur“
- 2010: nominiert für den Deutschen Fernsehpreis in der Kategorie „Beste Dokumentation“

Klaus Stern wurde 2009 für diesen Film mit dem Hessischen Filmpreis ausgezeichnet.